# Vecko-Spegeln
Vecko-Spegeln var en finländsk tidskrift. 
Vecko-Spegeln gavs ut 1942–1951 i Vasa av Alfred Tallmark. År 1951 såldes tidskriften till Jakobstads Tidning och utkom därefter fram till 1954. Den innehöll bland annat intervjuer med kulturpersonligheter, följetonger och en brevklubb. År 1946 bildades Förlagsaktiebolaget Spegeln, med Einar Strand som verkställande direktör, som förutom Vecko-Spegeln även gav ut böcker. Bakgrunden till tidningsprojektet var svårigheten att leverera rikssvenska tidningar under kriget samt behovet av avkoppling under den mödosamma krigstiden. Efter kriget återvann de rikssvenska tidningarna terräng, och den höga inflationen tärde på ekonomin. Underlaget ansågs vara för litet för en påkostad finlandssvensk tidning. När tidskriftens upplaga var som störst, uppgick den till omkring 12 000 exemplar.